# Ruska Wieś (Ełk)
Ruska Wieś (deutsch Reuschendorf) ist ein Dorf in der polnischen Woiwodschaft Ermland-Masuren und gehört zur Gmina Ełk (Landgemeinde Lyck) im Powiat Ełcki (Kreis Lyck).

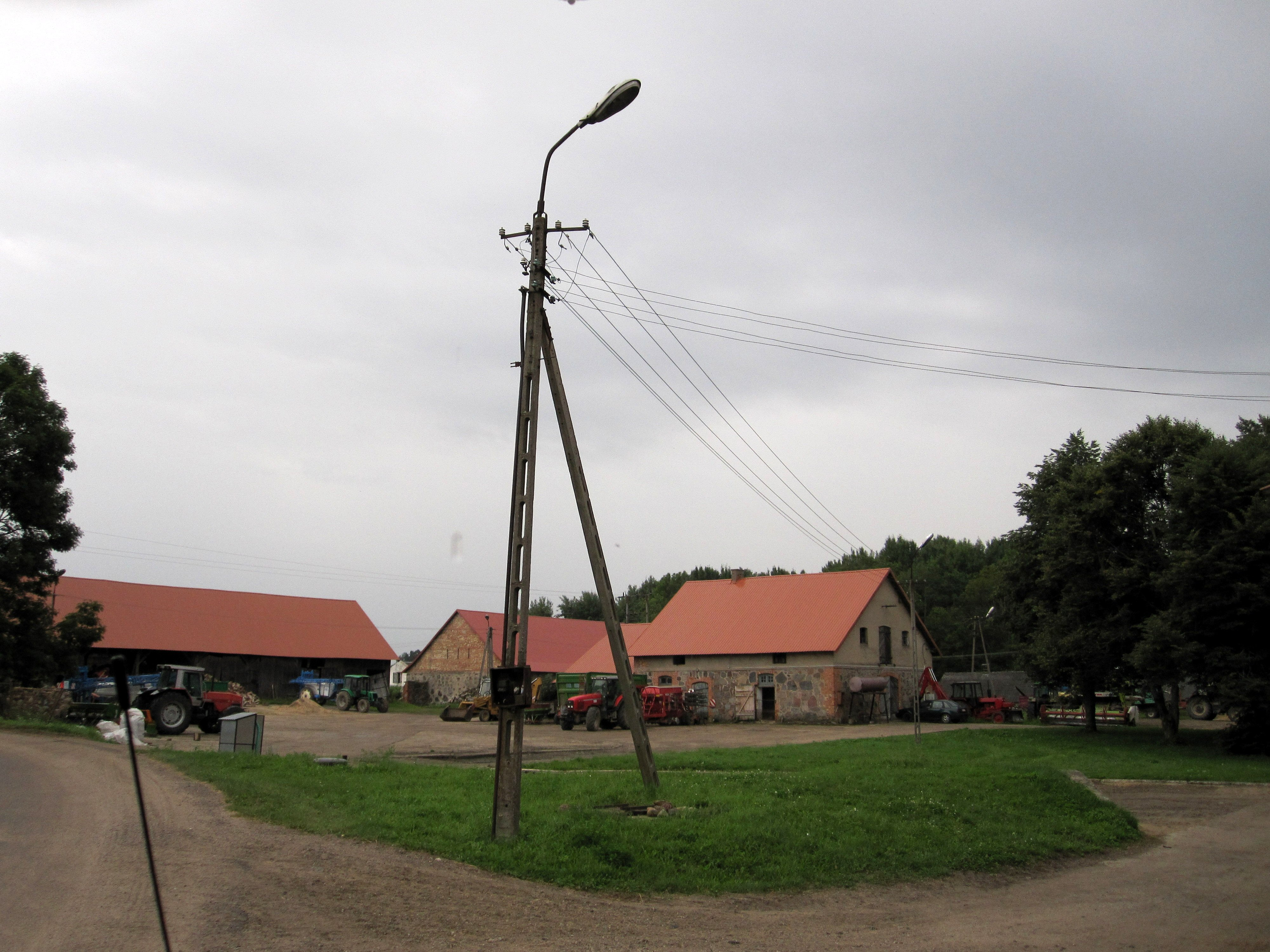
Altes Bauerngehöft in Ruska Wieś (Reuschendorf)

## Geographische Lage
Ruska Wieś liegt im südlichen Osten der Woiwodschaft Ermland-Masuren, elf Kilometer südwestlich der Kreisstadt Ełk (Lyck).

## Geschichte
Der Gutsort Reuschendorf wurde im Jahre 1507 gegründet. 1874 wurde es in den neu errichteten Amtsbezirk Klaussen (polnisch Klusy) eingegliedert, der bis 1945 bestand und zum Kreis Lyck im Regierungsbezirk Gumbinnen (ab 1905: Regierungsbezirk Allenstein) in der preußischen Provinz Ostpreußen gehörte. 117 Einwohner verzeichnete der Gutsbezirk Reuschendorf im Jahre 1910.
Das Gut Reuschendorf war in den 1920er Jahren 600 Hektar groß, umschloss ein Sägewerk und eine Brennerei. Besitzer war die Familie Juedtz. Aufgrund der Bestimmungen des Versailler Vertrags stimmte die Bevölkerung im Abstimmungsgebiet Allenstein, zu dem Reuschendorf gehörte, am 11. Juli 1920 über die weitere staatliche Zugehörigkeit zu Ostpreußen (und damit zu Deutschland) oder den Anschluss an Polen ab. In Reuschendorf stimmten 100 Einwohner für den Verbleib bei Ostpreußen, auf Polen entfielen keine Stimmen.
Am 30. September 1928 schlossen sich der Gutsbezirk Reuschendorf und der Nachbargutsbezirk Pistken (1938 bis 1945 Kröstenwerder, polnisch Pistki) zur neuen Landgemeinde Reuschendorf zusammen. Die Zahl der Einwohner belief sich im Jahre 1933 auf 205. Das Gutshaus aus der Wende 19./20. Jahrhundert wurde bis 1935 erweitert und ausgebaut. Im Jahre 1939 verzeichnete das Dorf insgesamt 210 Einwohner.
In Kriegsfolge kam Reuschendorf 1945 mit dem gesamten südlichen Ostpreußen zu Polen und erhielt die polnische Namensform „Ruska Wieś“. Das Gutshaus ist heute in gutem Zustand und im Eigentum der Staatlichen Agentur für Landwirtschaftliche Immobilien (polnisch Agencji Własności Rolnej Skarbu Państwa - AWRSP).
Heute ist das Dorf Sitz eines Schulzenamtes (polnisch Sołectwo) und als solches eine Ortschaft im Verbund der Gmina Ełk (Landgemeinde Lyck) im Powiat Ełcki (Kreis Lyck), bis 1998 der Woiwodschaft Suwałki, seither der Woiwodschaft Ermland-Masuren zugehörig.

## Kirche
Bis 1945 war Reuschendorf in die evangelische Kirche  Klaussen (polnisch Klusy) in der Kirchenprovinz Ostpreußen der Kirche der Altpreußischen Union sowie in die römisch-katholische Kirche St. Adalbert in Lyck im Bistum Ermland  eingepfarrt.
Heute gehört Ruska Wieś katholischerseits zur Pfarrkirche Klusy im Bistum Ełk der Römisch-katholischen Kirche in Polen. Die evangelischen Einwohner halten sich zu der Kirchengemeinde in der Kreisstadt Ełk, einer Filialgemeinde der Pfarrei in Pisz (deutsch Johannisburg) in der Diözese Masuren der Evangelisch-Augsburgischen Kirche in Polen.

## Verkehr
Ruska Wieś liegt an der bedeutenden polnischen Ost-West-Verkehrsachse der Landesstraße 16 (einst deutsche Reichsstraße 127), die die Woiwodschaften Kujawien-Pommern, Ermland-Masuren und Podlachien miteinander verbindet. Außerdem endet eine Nebenstraße von der Woiwodschaftsstraße 667 her kommend in Ruska Wieś, ebenso ein Landweg aus nordöstlicher Richtung von Mołdzie (Moldzien, 1938 bis 1945 Mulden).
Bis 2009/10 war Mołdzie die nächste Bahnstation an der Bahnstrecke Czerwonka–Ełk (deutsch Rothfließ–Lyck), die jedoch nicht mehr regulär betrieben wird.